# 9123 Yoshiko
9123 Yoshiko eller 1998 FQ11 är en asteroid i huvudbältet som upptäcktes den 24 mars 1998 av den japanska astronomen Tetsuo Kagawa vid Gekko-observatoriet. Den är uppkallad efter Yoshiko Nakano.
Asteroiden har en diameter på ungefär 11 kilometer.